# Mohan Khan
Mohan Khan, född 6 september 1991, är en friidrottare från Bangladesh. Han deltog vid olympiska sommarspelen 2012.